# Zkrácené binární kódování
Zkrácené binární kódování je kódování typicky používané pro rovnoměrné rozdělení pravděpodobnosti s konečnou abecedou. Parametrem rozdělení je velikost abecedy n. Jde o obecnější variantu binárního kódování, kde n nemusí být mocninou o základu 2.
Nechť n = 2k+b, pro 0 ≤ b ≤ 2k. Pokud n je mocnina 2, můžeme si vybrat jednu ze dvou možných hodnot pro k; obě vytvoří stejný kód, který je identický se standardním binárním kódem.
Zkrácené binární kódování přiřadí prvním 2k−b symbolům kódová slova o délce k a pak zbývajícím 2b symbolům přiřadí posledních 2b kódových slov délky k+1. Protože všechna kódová slova délky k+1 sestávají z nepoužitého kódového slova délky k, ke kterým byla připojena „0“ nebo „1“ je výsledný kód prefixový.

## Příklad sn= 5
Pro abecedu {0, 1, 2, 3, 4}, n = 5 = 22+1 zkrácené binární kódování přiřadí prvním třem symbolům (22-1) kódová slova 00, 01 a 10. Poté přiřadí posledním dvěma symbolům 110 a 111, jsou délky tři, každé z nich obsahuje poslední nepoužité kódové slovo délky dva 11, ke kterému se přidá znak navíc.
Například pro n rovno 5 standardní binární kódování a zkrácené přiřadí tato kódová slova.
| Kódové slovo10 | Zkrácené binární k. | Kódové slovo | Kódové slovo | Kódové slovo | Standardní binární k. |
| -------------- | ------------------- | ------------ | ------------ | ------------ | --------------------- |
| 0              | 0                   | 0            | 0            | 0            | 0                     |
| 1              | 1                   | 0            | 0            | 1            | 1                     |
| 2              | 2                   | 0            | 1            | 0            | 2                     |
| 3              | Nepoužito           | 0            | 1            | 1            | 3                     |
| 4              | Nepoužito           | 1            | 0            | 0            | 4                     |
| 5              | Nepoužito           | 1            | 0            | 1            | Nepoužito             |
| 6              | 3                   | 1            | 1            | 0            | Nepoužito             |
| 7              | 4                   | 1            | 1            | 1            | Nepoužito             |

Nejbližší větší mocnina dvou větší než n = 5 je 23 = 8 a tedy u = 2k-n = 8−5 = 3. Budeme tedy mít 3 nepoužitá kódová slova pro standardní binární kódování.
Když chceme poslat hodnotu 0 ≤ x < n, která je jedním z 2k ≤ n ≤ 2k+1 symbolů, tak v kódování existuje takových u = 2k+1−n nepoužitých kódových slov.
Proces zakódování čísla x pro zkrácené binární kódování je takovýto:
- pokud je x menší než u zakódujte ho pomocí k bitů
- pokud je x větší nebo rovno u zakódujte hodnotu x+u pomocí k+1 bitu

## Příklad sn= 10
Jiný příklad, zakódovat abecedu o velikosti n=10 (čísla mezi 0 a 9) vyžaduje k=4 bitů, ale v takto velké abecedě je 24-10 = 6 nepoužitých kódových slov.
Tedy pro všechny vstupní znaky menší než 6 zahodíme první bit, zatímco všechny vstupy větší nebo rovny 6 posuneme o 6 ke konci kódování. (Nepoužitá zakódování nejsou v tabulce.)
| Vstupní hodnota | Posun | Hodnota posunu | Standardní binární k. | Zkrácené binární k. |
| --------------- | ----- | -------------- | --------------------- | ------------------- |
| 0               | 0     | 0              | 0000                  | 000                 |
| 1               | 0     | 1              | 0001                  | 001                 |
| 2               | 0     | 2              | 0010                  | 010                 |
| 3               | 0     | 3              | 0011                  | 011                 |
| 4               | 0     | 4              | 0100                  | 100                 |
| 5               | 0     | 5              | 0101                  | 101                 |
|                 |       |                |                       |                     |
| 6               | 6     | 12             | 0110                  | 1100                |
| 7               | 6     | 13             | 0111                  | 1101                |
| 8               | 6     | 14             | 1000                  | 1110                |
| 9               | 6     | 15             | 1001                  | 1111                |

Pro dekódování načteme prvních k-1 bitů, pokud rozkódováváme hodnotu menší než u, je dekódování hotovo. Pokud ne, načteme další bit (tedy k bitů) a odečteme u od výsledku.

## Příklad sn= 7
Nakonec jeden z krajních případů: s n = 7 další mocnina 2 je 8 (skončíme u použití 3 bitů nebo 2 bitů pokud zahodíme nejvyšší bit) a u = 1:
| Vstupní hodnota | Posun | Hodnota posunu | Standardní binární k. | Zkrácené binární k. |
| --------------- | ----- | -------------- | --------------------- | ------------------- |
| 0               | 0     | 0              | 000                   | 00                  |
|                 |       |                |                       |                     |
| 1               | 1     | 2              | 010                   | 010                 |
| 2               | 1     | 3              | 011                   | 011                 |
| 3               | 1     | 4              | 100                   | 100                 |
| 4               | 1     | 5              | 101                   | 101                 |
| 5               | 1     | 6              | 110                   | 110                 |
| 6               | 1     | 7              | 111                   | 111                 |

Poslední příklad ukazuje, že první nulový bit nemusí znamenat, že výsledný kód je kratší; pokud u < 2k−1 některé delší kódy budou začínat nulovým bitem.
Pokud je n mocnina dvou, pak kódování můžeme provést pro dvě rozdílné hodnoty k. Oba vytvoří stejný výstup; výstupem prvního bude pro u = 2k kód dlouhý k bitů pro všechny vstupy, zatímco výstupem druhého bude pro
u = 0 kód o délce k+1 bit.